# Menażeria

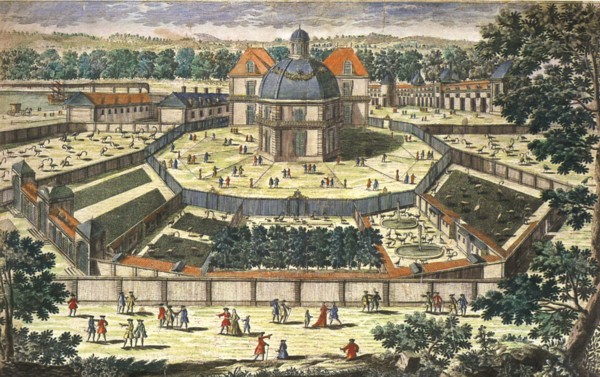
Menażeria w ogrodzie wersalskim
(XVIII wiek).

Menażeria (z fr. ménagerie – menażeria od ménager – oszczędzać, pokierować czymś, obmyślić z ménage – gospodarstwo (domowe), małżeństwo):
1. Pomieszczenie lub miejsce, w którym zgrupowane są zwierzęta (najczęściej egzotyczne) w celu pokazywania ich zwiedzającym. Były zakładane w ogrodach pałacowych. Rozpowszechniły się we Francji w XVII–XVIII wieku. Z czasem przerodziły się we współczesne ogrody zoologiczne.
2. Przedsiębiorstwo obwożące na pokaz dzikie zwierzęta w klatkach. Obecnie pojęcie tożsame z cyrkiem z występami tresowanych zwierząt.
3. Ogólne określenie zwierząt, stosowane najczęściej w literaturze itp. bądź w sensie żartobliwym.